# Cal Ferrer (la Cellera de Ter)
Cal Ferrer és una casa de la Cellera de Ter (Selva) inclosa a l'Inventari del Patrimoni Arquitectònic de Catalunya.

## Descripció
Edifici de tres plantes entre mitgeres format per tres crugies, marcades per les canonades metàl·liques que baixen del teulat. Aquest habitatge, reforçat amb pedres cantoneres més grans, està cobert a dues aigües a façana.
La planta baixa consta de dues finestres i un gran portal. Les finestres són de nova factura, emmarcades de pedra motllurada, amb ampit treballat, llindes monolítiques amb decoració floral i triangular i reixa de ferro forjat decorada. El portal també està emmarcat de pedra calcària amb grans blocs, motllurada i amb llinda monolítica. A sobre d'aquesta, hi ha una sèrie de còdols en posició vertical, conformant una arcada rebaixada, que té funció redistribuidora de forces del pes de la façana. La porta és de fusta antiga i restaurada amb interessants exemples de ferro forjat com manetes, claus i espines.
Al primer pis existeixen tres finestres. Totes són de grans blocs de pedra i, sobre dues d'elles hi ha, integrada a la paret, una filera de rajols en forma d'arc rebaixat per a actuar de redistribuidora de forces. La finestra principal es distingeix d'aquestes dues en què té una llinda molt més gran. A l'altura d'aquesta planta hi ha, adherit a la façana, un escut de nova factura prop de la finestra principal, al seu costat esquerre. Aquest conté un elm, dos escuts menuts i la llegenda «Ave Maria - Torre Alegre».
El segon pis conté dues finestres petites emmarcades de còdol poc treballat, una d'elles amb restes de decoració floral triangular a la llinda, i un badiu o finestra d'arc de mig punt rebaixat, de còdols, amb una petita barana de ferro forjat de decoració abombada. La cornisa té un ràfec de doble filera de rajola i teula girada. Aquesta cornisa manté una continuïtat amb la casa veïna de l'esquerra (núm. 21), cosa que les situa en un mateix moment de reforma o construcció original.

## Història
El carrer d'Avall es va configurar durant el segle xviii i va completar l'estructura urbana que no es va moure significativament fins ben entrat el segle xx. Aquesta part del poble, propera al torrent de Sales (que junta les aigües que venen de Can Vinyes i les de Can Bechdejú), formava part del nucli urbà que es va desenvolupar fins a finals del segle xviii. El flagell de les torrentades va obligar a posar bagants a les cantonades i entrades d'alguns carrers, i també els encaixos corresponents que encara són visibles i efectius. A més, es va tenir en compte que les cantonades orientades al sud fossin més reculades que les que miraven al nord.
La llinda de la porta principal porta la llegenda: «YSIDRO NOGUE / PAGES ;; 1781» I la llinda de la finestra principal, a més d'interessants però senzilles decoracions inscrites de caràcter vegetal, diu: «ASID RO / NOGE 1782».